# Thmuis
Thmuis war eine antike Stadt im Nildelta. Das Ruinenfeld heißt heute Tell-El Timai. Es liegt südöstlich von Al-Mansura bei der Ortschaft Timayy al Imdid.

## Geschichte

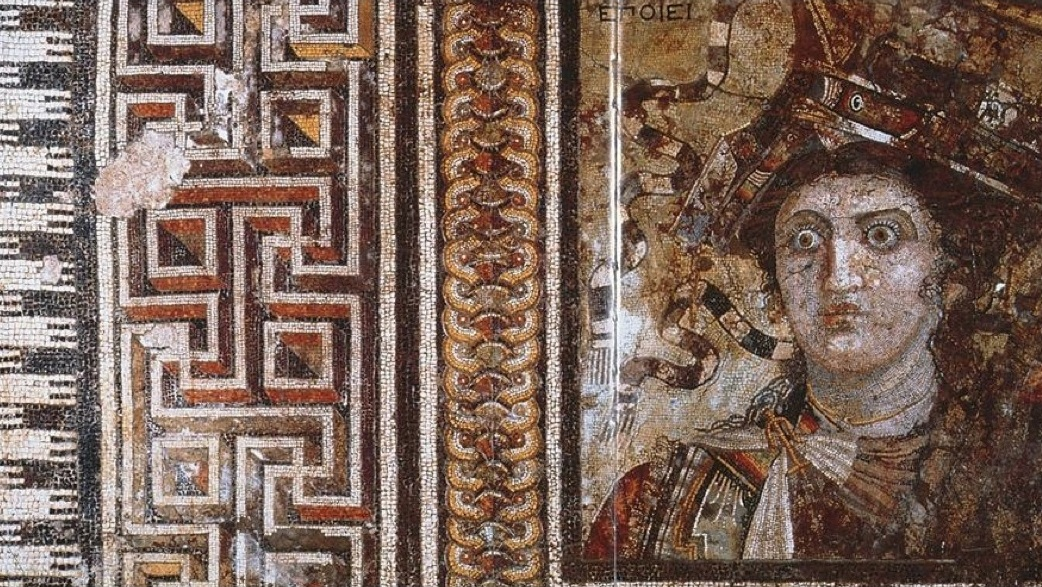
Mosaik aus Thmuis, signiert von Sophilos, um 200 v. Chr., heute im Griechisch-Römischen Museum Alexandria

Thmuis wird erstmals von Herodot erwähnt, der es um 450 v. Chr. besuchte. In ptolemäischer Zeit erlebte die Stadt eine Blütezeit und löste die Schwesterstadt Mendes als Verwaltungszentrum des 16. Gaus ab. Erwähnungen bei Flavius Josephus, Plinius dem Älteren, Ammianus Marcellinus und anderen römischen Schriftstellern bezeugen ihre Bedeutung in dieser Epoche. Im ganzen Mittelmeerraum war Thmuis berühmt für das mendesische Duftöl. Aus ptolemäisch-römischer Zeit stammen die Fundamente eines Tempels.
Zur Zeit des frühen Christentums bestand in Thmuis eine bedeutende Gemeinde mit Bischofssitz, aus der mehrere namhafte Bischöfe und Märtyrer stammten, darunter Phileas von Thmuis († 306), Donatus von Thmuis († um 316) und Serapion von Thmuis (* ca. 300; † ca. 370). In der Neuzeit wurde unter Bezugnahme darauf das Titularbistum Thmuis eingerichtet.
Nach der arabischen Eroberung im 7. Jahrhundert begann der Niedergang von Thmuis. In dieser Zeit verlandete auch der mendesische Nilarm und Thmuis verlor seinen einst bedeutenden Hafen. Das Besiedlungsende wird mit der Niederschlagung eines Steueraufstands im 10. Jahrhundert in Verbindung gebracht.
Auf dem Ruinenfeld finden derzeit (2017) archäologische Ausgrabungen der Universität von Hawaii statt. Nach Alexandria ist Thmuis der Ort mit den meisten griechisch-römischen Mosaiken in Ägypten; sie sind zum Teil von herausragender Qualität.